# Маккиватт, Кристофер
Кристофер Хобарт «Крис» Маккиватт (англ. Christopher Hobart McKivat; 27 ноября 1880 — 4 мая 1941) — австралийский регбист и игрок в регбилиг, чемпион летних Олимпийских игр 1908 года в составе сборной Австралазии. В составе сборной Австралии по регби сыграл свыше 20 матчей (в том числе 4 тест-матча) с 1907 по 1909 годы, за сборную Австралии по регбилиг провёл 5 тест-матчей в 1910—1912 годах. Является единственным в истории австралийского спорта игроком, который был капитаном национальной сборной Австралии и по регби, и по регбилиг. После игровой карьеры стал тренером регбилиг-клуба «Норт Сидней Бэрс», выиграв с ним в 1921 и 1922 годах чемпионат штата Новый Южный Уэльс

## Биография

### Регбийная карьера
Уроженец Камнока (Новый Южный Уэльс), учился в школе братьев Патрика (англ. Patrician Brothers) в Ориндже. Играл за клуб «Бойз» в Веллингтоне и за сборную новозеландского региона, а также за команду Нового Южного Уэльса. В 1905 году перешёл в регбийный клуб «Глиб», играл на позиции пяти-восьмого с Фредом Вудом, который позже стал капитаном Уоллабис в турне 1908—1909 годов. В 1905 году сыграл за сборную Нового Южного Уэльса против нанёсших визит новозеландских «Олл Блэкс», в 1907 году дебютировал в сборной Австралии в рамках серии из трёх тест-матчей против тех же новозеландцев.
В составе сборной Австралии Маккиватт участвовал в турне по Великобритании в 1908—1909 годах. На правах капитана вывел сборную в 17 матчах на поле и сыграл также в рамках летних Олимпийских игр в Лондоне матч против Великобритании, представленной клубом «Корнуолл» (австралийцы победили 32:3, а Маккиватт набрал 3 очка).

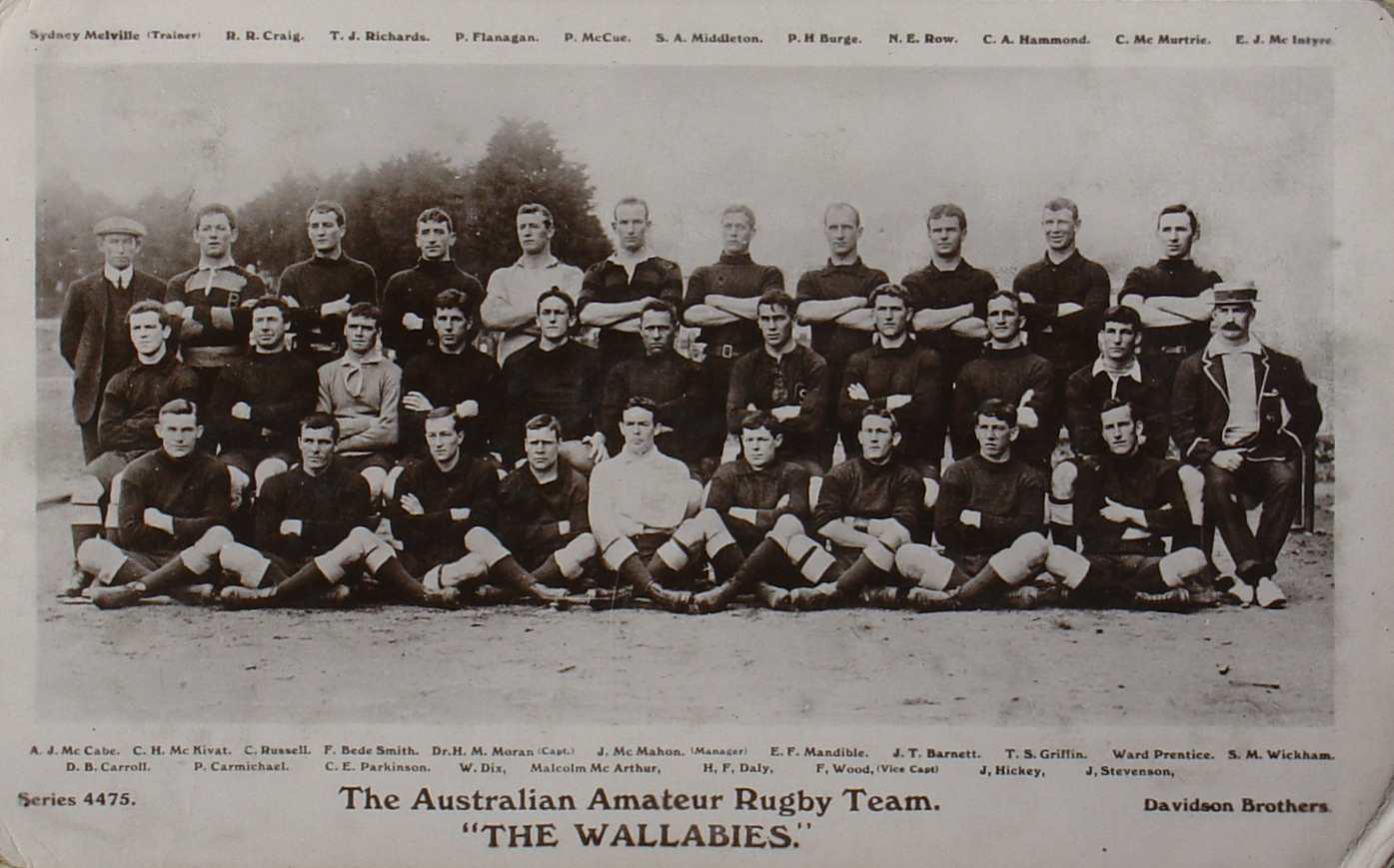
Сборная Австралии в турне 1908—1909 годов: Маккиватт в среднем ряду, второй слева

### Карьера в регбилиг
После завершения турне Маккиватт в 1910 году перешёл в считавшийся тогда профессиональным регбилиг, став игроком клуба «Глиб». 18 июня 1910 года в составе сборной Австралии по регбилиг, известной под прозвищем «Кенгуру», он дебютировал матчем против Великобритании: в одном составе на поле с ним вышли олимпийские чемпионы Джон Барнетт, Боб Крейг, Джек Хиккей и Чарльз Расселл. В списке всех игроков сборной Австралии по регбилиг он фигурирует под номером 67.
В 1911—1912 годах с этой сборной он принял участие в турне по Великобритании, будучи капитаном австралийской команды в трёх тест-матчах против Великобритании: австралийцы выиграли два матча и ещё один свели вничью, победив в серии «Эшес». В последующие 50 лет никто не добивался такого успеха в турне по Великобритании. Маккиватт стал восьмым капитаном в истории «Кенгуру» и единственным игроком — капитаном сборных Австралии по регби-15 («Уоллабис») и регби-13 («Кенгуру»), с которым австралийцы выиграли серию матчей в рамках какого-либо турне. В рамках турне 1911—1912 годов он провёл 31 матч (30 побед) и занёс 10 попыток.
В 1922 году он стал тренером, при этом отказавшись от роли «играющего тренера». Маккиватт был тренером команд «Глиб», «Уэстс» и «Нортс». В 1921 и 1922 годах с командой «Нортс» из Северного Сиднея он выиграл чемпионаты Нового Южного Уэльса.

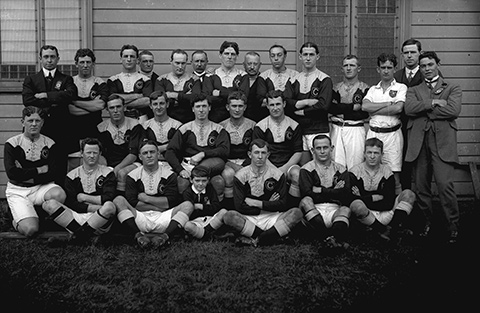
Состав клуба «Глиб» в 1911 году, Маккиватт — в центре с мячом

### Стиль игры и образ
Маккиватт характеризовался как отличный полузащитник и лидер команды как в группе форвардов, так и в группе защитников. По словам газеты The Sydney Morning Herald, Маккиватта считали лучшим полузащитником в классическом регби и регбилиг всех времён как универсального игрока, отмечая его скорость и умение бороться в схватках. Иан Хэдс и Дэвид Миддлтон писали о нём как о тихом и весёлом человеке за пределами поля, который всегда был безупречно одет и мог позволить себе закурить, однако на поле он превращался в настоящего бойца, который не стеснялся громким голосом раздавать указания игрокам. В рамках турне он вдохновлял игроков на борьбу. Менеджер австралийской сборной по регбилиг Джонни Куинлан писал:.

Он всегда был великолепным примером для подражания в плане поведения и тренировок — он был прирождённым лидером.
Оригинальный текст (англ.)He always set a splendid example in conduct and training – a natural leader

### Смерть и память
4 мая 1941 года Маккиватт скончался после непродолжительной болезни в королевском госпитале имени принца Альфреда в Кампердауне. У него остались жена и сын. Отпевание прошло в церкви святого Джеймса в Форест-Лодж, похоронен Маккиватт на кладбище Ботани.
В 2005 году он был включён в Зал славы Регбилиг Австралии. В августе 2006 года включён в «команду века» клуба «Норт Сидней Бэрс», а в феврале 2008 года включён в список 100 величайших игроков в регбилиг Австралии, учреждённый Национальной регбийной лигой и Регбилиг Австралии к 100-летию со дня рождения регбилиг как спорта в стране

## Комментарии
1. ↑  Также распространено написание фамилии McKivatt
2. ↑  По данным сайта ESPN — 1882 год[2]